# ليوناردو اغوستو
ليوناردو اغوستو (18 أغسطس 1977 بكاسكافل في البرازيل - ) هو لاعب كرة قدم برازيلي وبولندي ومكسيكي في مركز الوسط. شارك مع منتخب المكسيك لكرة القدم. أما مع النوادي، فقد لعب مع بوتافوغو ريغاتاس وكلوب ليون ونادي أونيفرسيداد ناسيونال ونادي إنترناسيونال ونادي بويبلا ونادي تيخوانا ونادي كريسيوما ونادي سانتا كروز.

## وصلات خارجية
- ليوناردو اغوستو على موقع الاتحاد الدولي (مؤرشف)  (الإنجليزية)
- ليوناردو اغوستو على موقع قاعدة بيانات كرة القدم.إي يو (الإنجليزية)
- ليوناردو اغوستو على موقع ناشيونال فوتبول تيمز (الإنجليزية)
- ليوناردو اغوستو على موقع Soccerway.com (الإنجليزية)